# Peter Mweshihange

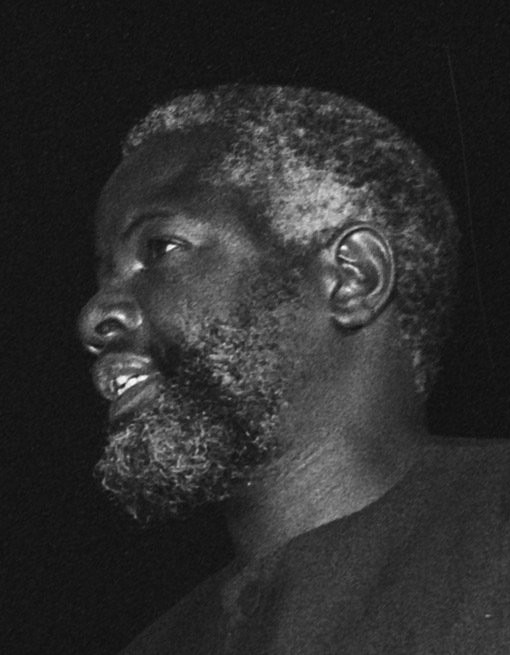
Peter Mweshihange (1976)

Peter Mweshihange, auch Mueshiange (* 5. Mai 1930 in Epinga, Südwestafrika; † 20. März 1998 in Windhoek), war ein namibischer Revolutionär und späterer Politiker der SWAPO. Er war von 1990 bis 1995 im Kabinett Nujoma I Minister für Verteidigung und anschließend bis zu seinem Tod namibischer Botschafter in der Volksrepublik China.
Mweshihange wurde als fünftes von 25 Kindern im hohen Norden Namibias geboren. Er interessierte sich in jungen Jahren für Naturheilkunde und bezeichnete sich selbst als traditionellen Heiler.

## Lebensweg
Er besuchte die Missionsschule St. Mary’s in Odibo und wurde ab seinem 14. Lebensjahr als Lehrer ausgebildet. 1946 zog Mweshihange nach Tsumeb und arbeitete zunächst als Lkw-Fahrer. Später leitete er die Verkehrsabteilung der South West Africa Native Labour Association (SWANLA).
1954 wurde Mweshihange in Rundu festgenommen, nachdem er versucht hatte ins Exil zu flüchten. Er verließ Südwestafrika und ging als Bergarbeiter nach Johannesburg und arbeitete als Koch im französischen Generalkonsulat in Kapstadt. 1960 folgte er Sam Nujoma, dem späteren Präsidenten Namibias, ins Exil nach Tanganjika.
Während der ersten Jahre im Exil wurde Mweshihange als Lehrer fortgebildet und studierte anschließend von 1963 bis 1964 Politikwissenschaften in Ghana. In dieser Zeit intensivierte er sein Engagement in der SWAPO in Hinblick auf den namibischen Befreiungskampf.
Mweshihange stieg zum Kommandeur der People’s Liberation Army of Namibia (PLAN) auf. 1970 ging er in die Sowjetunion zur militärischen Fortbildung. 1986 wurde Mweshihange SWAPO-Generalsekretär für Verteidigung. Er war zuständig für die PLAN-Aktivitäten in der Schlacht bei Cuito Cuanavale in Angola.
Nach der Unabhängigkeit Namibias wurde Mweshihange erster Verteidigungsminister des Landes und starb 1998 bei einem Heimatbesuch in Namibia. Mweshihange erhielt ein Staatsbegräbnis, ihm wurde der Heldenstatus verliehen und er liegt auf dem Heldenacker in Windhoek begraben.